# Лорд-провост

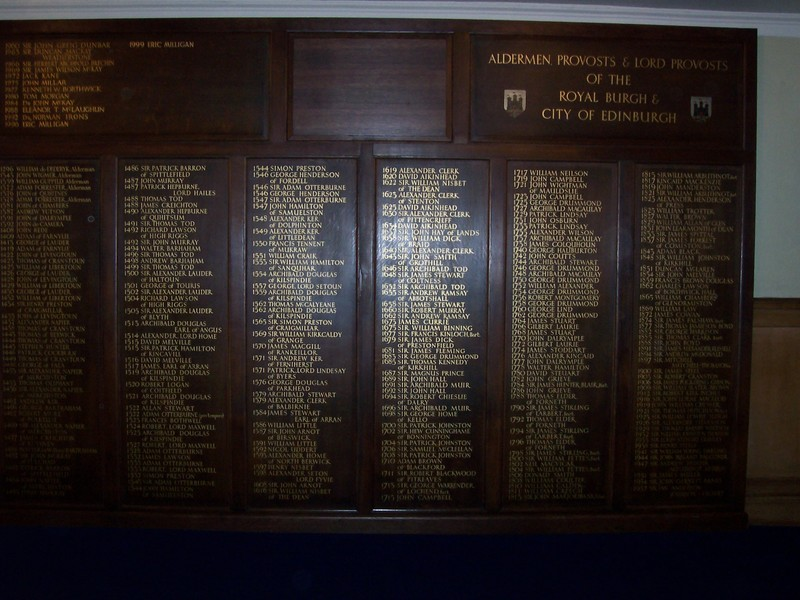
Список лордів-провостів Единбурга

Лорд-провост (англ. Lord Provost) — глава одного з головних міст Шотландії. Лише чотири міста — Единбург, Абердин, Глазго, Данді - мають право називати своїх глав титулом лорд-провост замість провост (мер). Лорди-провости Единбурга і Глазго носять титул високоповажний (The Right Honourable) перед іменами.
Лорд-провост має більш високий статус, ніж лорд-мер в інших частинах Великобританії. Лорд-провост є лордом-лейтенантом міста відповідно до 1-ї частини Lieutenancies Act 1997. Дозвіл на носіння главою міста цього титулу дається місту Королевою.